# OriginalFake
OriginalFake blev lavet i 2006 af kunstneren Kaws, som også står bag Kaws. Det er en af de kendte Kaws figuerer, som både findes i stor og lille.